# 睡蓮みどり
睡蓮 みどり（すいれん みどり、1987年10月26日 - ）は、日本の女優である。

## 略歴
- 神奈川県横浜市の出身で、早稲田大学第二文学部を中途退学した。
- 在学中に、自作フリーペーパーを配布し、映画関連のウェブサイトで企画と司会 (MC) を担当した。
- 在学中に、小滝香蓮（または小滝かれん）名義でグラビアアイドルとして活動した。
- 2015年から、おもに映画作品で女優として活動を始める。
- 2021年に、日本映画研究家のトム・メスと結婚する。
- 2021年12月09日に、自らの裸身をエロティックにセルフプロデュースした写真集のシリーズ第一弾「睡蓮みどり EX赤と黒vol.1」を、末光美幸の撮影でMファクトリーから上梓した。本作以降自身が計画するヌード表現が予定されている。
- 映像業界における性加害、性暴力に関して、2022年4月にTBSのテレビ番組news23にインタビュー出演し映画監督からの自らへの性被害を告発した[1]。
- 2022年4月、『図書新聞』に連載している記事の中で、映画監督・俳優である榊英雄から性被害を受けたことを告発した[2]。

## 人物
- 映画を好む祖父から影響を受け、幼少期から映画を嗜好する。
- 大林宣彦や長谷川和彦など映画監督のトークショーでMCを務めた。
- ひとり旅、映画鑑賞、料理、飲酒などを趣味としている。

## 出演作品

### 映画
- 『東京の恋人』（2019年12月、下社敦郎監督）[3]
- 『第九条』（2016年7月2日-、宮本正樹監督）[4][5]
- 『裸の劇団』（2016年、榊英雄監督） - 創作の女神役
- 『断食芸人』（2016年、足立正生監督） - 女子高生役
- 『青春群青色の夏』（2015年、田中佑和監督） - 秋山久絵役[6][7][8][9][10][11]
- 『恋の罪』（2011年、園子温監督） - 魔女っ子役
- 『その男、エロにつき　アデュ〜！』（2011年、池島ゆたか監督） - 広瀬聡子役
- 『MARIA〜age20 運命〜』(2010) - ルイ役

### 舞台
- 『〈津山三十人殺し〉幻視行』月蝕歌劇団 演出 高取英
- 『LIGHTS』CINESTAGEvol.3  作・演出 平波亘
- 『団鬼六・悦楽王〜『花と蛇』の作家〜』
- 『怪盗ルパン／竹久夢二の双曲線』月蝕歌劇団
- 『クリスマスファンタジー〜冬の宴〜』朝倉薫演劇団
- 『プレイス』AirStudio
- 『SAKURA』AirStudio
- 『DNA360』PROPAGANDASTAGENEXT
- 都市伝説康芳夫〜モハメド・アリに魅せられた国際暗黒プロデューサー（2022年11月、シアターブラッツ）- 康芳夫 役[12]

### テレビ
- HTV『第三の実話の件』
- FTV『ホメられてピカル君』
- CSエンタ371『アイ☆スタ!』レギュラー出演

### 雑誌・書籍
- 『図書新聞』2013年 - 連載中（武久出版）
- 『週刊現代』2013年11月23日号（講談社）撮影 松井康一郎
- 『SPA!』（扶桑社）
- 『GIRLY POWER!』（砦鹿社）
- 『フォトテクニック』（玄光社）
- 『溺れた女 渇愛的偏愛映画論』（彩流社）
- 『日本カメラ』2017年５月号（日本カメラ社）撮影 石黒健治
- 『文學界』2017年３月号（文藝春秋社）
- 『群像』2017年10月号（講談社）
- 『芸術新潮』2019年１月号
- 写真集『BAD MOOD』2019年7月（彩流社）撮影 石黒健治
- 『週刊現代』2019年8月3日号

### WEB関連
- 月刊デジタルファクトリー[13]
- 連載シリーズ「アンモラル」（撮影：チャーリー・アキ）・「黒白の手帖」・「キネマトグラマー」（撮影：樋口尚文）・「Mと上海」（撮影：小森裕佳）・「woman & flower」（撮影：村上洋志）・「睡蓮みどり #ポートレートモード」（撮影：チャーリー・アキ）・「月刊睡蓮みどり×末光美幸」（撮影:末光美幸）

### その他
写真展「ピンクルージュの男」2016年※「本編の無い架空の映画」をテーマにした写真展。（撮影：小森裕佳）